# Гібіск конопляний
Гібіск конопляний, або кена́ф (від перс. کنف, Hibiscus cannabinus) — однорічна трав'яниста прядильна рослина родини мальвових. Походить з Південної Африки.

## Опис рослини
Коренева система кенафу стрижневого типу. Основна частина коренів залягає на глибині 45-50 см (окремі корені сягають глибини 220 см).
Рослина заввишки 2-5 м. Товщина стебла біля основи — 0,8-3 см. Найякісніше волокно утворюється у стебла діаметром не більше 1,5 см. Забарвлення стебла зелене, червоне та пурпурове. На сонці зеленостебельні форми набувають червоного забарвлення і це знижує якість волокна. У стеблах кенафу міститься 16-20 % волокна, в тому числі первинного — до 35 %, вторинного — 65 %. Вторинне волокно більш м'яке та еластичне.
Листки довгочерешкові; нижні — прості, середні пальчасто-роздільні і верхні — ланцетоподібні.
Квітка кенафу 5-пелюсткова (діаметром 7-12 см), розташована в пазусі листа на короткій (5-7 мм) квітконіжці. Квітки кремові з вишнево-червоною плямою всередині віночка; сидять поодинці в пазухах листків і відцвітають за 1 день. Переважає самозапилення. При недостатньому розвитку пиляків можливе перехресне запилення (до 10 %) за допомогою бджіл та інших комах. Кенаф цвіте 1,5-2 місяці. Бджоли беруть нектар з позаквіткових нектарників; пилок майже не збирають Мед і пилок вважаються малоцінними..

## Використання
Волокно кенафу використовують для виготовлення мішкових тканин, а також для скатертин та килимів, корабельних тросів (у цьому застосуванні відоме під назвою «бомбейське прядиво»). Костриця (деревина стебла) використовується для виготовлення паперу та картону. Насіння кенафу містить технічну олію.

## Розповсюдження
Кенаф вирощують у Південно-Східній Азії і Центральній Америці, в деяких країнах Африки.
У радянські часи вирощувався в Узбецькій, Киргизській і Казахській РСР, на Північному Кавказі й півдні України.

## Біологічні властивості
Кенаф — самозапилювач, хоча іноді зустрічається і перехресне запилення. Формування насіння відбувається 12-15 днів, стільки ж і дозрівання. Загальна кількість насіння в коробочці при нормальному запиленні — 25 штук. Коробочка кенафу покрита жорсткими дрібними волосинами, що викликають свербіж і подразнення. Кенаф в перші 30 днів росте повільно і досягає висоти 12-15 см. Найбільш швидке зростання рослини відбувається в другий період, що триває до формування насіння. До кінця цього періоду висота кенафу досягає максимуму — 3,5-4,5 м. Надалі ріст припиняється і формується насіння.